# Eleição municipal de Ananindeua em 2024
A eleição municipal da cidade de Ananindeua em 2024 ocorreu no dia 6 de outubro (primeiro turno), com o objetivo de eleger um prefeito, um vice-prefeito e 25 vereadores responsáveis pela administração da cidade, que terá seu início em 1.° de janeiro de 2025, e terá seu término em 1.° de janeiro de 2029. O atual prefeito Daniel Santos, Doutor Daniel, do Partido Socialista Brasileiro (PSB), estava apto, e disputou um novo mandato a frente do poder executivo municipal, sendo reeleito, obtendo a maior porcentagem do estado.

## Contexto

### Eleição anterior
Daniel Santos, mais conhecido como Doutor Daniel, à época filiado ao Movimento Democrático Brasileiro (MDB), foi eleito em 2020 no primeiro turno com 152.352 votos (67,70%), superando Lívia Noronha, do Partido Socialismo e Liberdade (PSOL), que teve 27.098 votos (12,04%), conseguindo naquelas eleições uma votação expressiva do partido, desbancando nomes importantes como o então vice-prefeito Carlito Begot, do Partido Social Democrático (PSD), que terminou em terceiro lugar com 19.832 votos (8,81%), que era cogitado nas pesquisas da época como o segundo colocado.
Dr. Daniel obteve apoio do governador Helder Barbalho e do então prefeito Manoel Pioneiro, do Partido da Social Democracia Brasileira (PSDB), que concluía o quarto mandato, fazendo com que os principais caciques políticos do estado como o MDB e o PSDB se juntassem na única coligação daquele pleito, uma vez que os demais candidatos disputaram em chapas puras.

### Eleições gerais de 2022
Nas eleições para governador, Helder Barbalho (MDB) foi reeleito em primeiro turno obtendo 184.865 votos (69,85%), contra 69.366 votos (26,21%) de Zequinha Marinho (PL) em Ananindeua. Os outros candidatos somaram 10.439 votos (3,94%) na cidade.
Já no primeiro turno das eleições presidenciais, Luiz Inácio Lula da Silva (PT) obteve 126.428 votos (45,34%) contra 121.572 votos (43,59%) de Jair Bolsonaro (PL) no município. Outros candidatos somaram 30.875 votos (11,07%). No segundo turno, Bolsonaro obteve 138.978 votos (50,28%) e Lula obteve 137.406 votos (49,72%) na região.

### Contexto político local
Após as eleições de 2022, Daniel e Helder romperam relações após várias desavenças envolvendo questões políticas e com acusações de interferências nas indicações em cargos importantes de órgãos municipais e estaduais. Tal rompimento fez com que Daniel deixasse o MDB em abril de 2024 e se filiasse ao PSB para dar continuidade em seu projeto de reeleição ao cargo de prefeito do segundo maior município do Pará.

## Calendário eleitoral
| Início        | Fim           | Atividades | Status    |
| ------------- | ------------- | --- | --------- |
| 7 de março    | 5 de abril    | Janela partidária para vereadores trocarem de partido visando concorrer às eleições sem perder o mandato. | Realizado |
| 6 de abril    | 6 de abril    | Data-limite para todas as legendas e federações partidárias obterem o registro dos estatutos no TSE e para todos os candidatos terem domicílio eleitoral na circunscrição em que desejam disputar as eleições com a filiação deferida pelo partido. | Realizado |
| 15 de maio    | 15 de maio    | Início da campanha de arrecadação prévia de recursos na modalidade de financiamento coletivo para pré-candidatos, sem realização de pedidos de voto e obedecendo a regras relativas à propaganda eleitoral na Internet.                             | Realizado |
| 20 de julho   | 5 de agosto   | Realização de convenções partidárias para deliberar sobre coligações e escolher candidatos às prefeituras e aos cargos de vereador. Os partidos têm até 15 de agosto para registrar os nomes na Justiça Eleitoral.                                  | Realizado |
| 16 de agosto  | 16 de agosto  | Início das campanhas eleitorais de forma igualitária, podendo qualquer publicidade ou manifestação com pedido explícito de voto antes da data ser considerada irregular e multada.                                                                  | Realizado |
| 30 de agosto  | 3 de outubro  | Veiculação da propaganda eleitoral gratuita no rádio e na televisão. | Realizado |
| 6 de outubro  | 6 de outubro  | Realização do primeiro turno das eleições municipais. | Realizado |
| 11 de outubro | 25 de outubro | Veiculação da propaganda eleitoral gratuita no rádio e na televisão para o segundo turno. | Realizado |
| 27 de outubro | 27 de outubro | Realização de um eventual segundo turno nas cidades com mais de 200 mil eleitores em que o candidato a prefeito mais votado não tenha atingido a metade mais um dos votos válidos.                                                                  | Realizado |

## Candidatos à prefeitura
| Nº | Prefeito(a)  | Prefeito(a)                      | Prefeito(a)         | Prefeito(a) | Vice Prefeito(a) | Vice Prefeito(a) | Vice Prefeito(a)            | Vice Prefeito(a)         | Vice Prefeito(a)  | Coligação Partido(s) | Tempo do horário eleitoral | Ref.          |
| Nº | Candidato(a) | Candidato(a)                     | Partido Federação   | Cargos relevantes | Candidato(a)     | Candidato(a)     | Candidato(a)                | Partido Federação        | Cargos relevantes | Coligação Partido(s) | Tempo do horário eleitoral | Ref.          |
| -- | ------------ | -------------------------------- | ------------------- | --- | ---------------- | ---------------- | --------------------------- | ------------------------ | ----------------- | --- | -------------------------- | ------------- |
| 12 |              | Nilse Pinheiro                   | PDT                 | - Deputada estadual (2019–2023) - Vereadora de Ananindeua (2013–2019) - Secretária de Cultura, Esporte e Lazer de Ananindeua (2011–2012)                                                          |                  |                  | Castorina Cunha (Irmã Sara) | Avante                   | - Pastora         | União pra cuidar de Ananindeua PDT e Avante                                                                                             | 35 segundos                | [ 12 ]        |
| 13 |              | Miro Sanova                      | PT FE Brasil        | - Presidente da Fundação de Telecomunicações do Pará (2023–2024) - Deputado estadual (2015–2023) - Secretário Municipal de Cultura de Ananindeua (2009–2010) - Vereador de Ananindeua (2009–2015) |                  |                  | Lidianny Campos             | PRD                      | - Tenente-coronel | Ananindeua pode e merece muito mais FE Brasil (PT, PCdoB e PV)1 e PRD                                                                   | 1 minuto e 40 segundos     | [ 13 ]        |
| 15 |              | Antônio Leocádio (Antônio Doido) | MDB                 | - Deputado federal (2023–atualidade) - Prefeito de São Miguel do Guamá (2017–2021) |                  |                  | Maria Eunice (Irmã Eunice)  | PP                       | - Professora      | Ananindeua merece mais MDB, PP e PSD | 2 minutos e 23 segundos    | [ 14 ] [ 15 ] |
| 40 |              | Daniel Santos (Dr. Daniel)       | PSB                 | - Prefeito de Ananindeua (2021–2028) - Presidente da Assembleia Legislativa do Pará (2019–2020) - Deputado estadual (2019–2020) - Vereador de Ananindeua (2013–2018)                              |                  |                  | Hugo Atayde                 | PSDB Fed. PSDB Cidadania | - Advogado        | Ananindeua do povo, pra mudança continuar PSB, Solidariedade, Fed. PSDB Cidadania (PSDB e Cidadania), Republicanos, PL, PODE, PRTB e DC | 3 minutos e 37 segundos    | [ 16 ]        |
| 44 |              | Eliel Faustino                   | UNIÃO               | - Deputado estadual (2011–2023; 2023–atualidade) - Vereador de Ananindeua (2005–2011) |                  |                  | Professora Alessandra       | UNIÃO                    | - Professora      | Sem coligação | 1 minuto e 13 segundos     | [ 17 ]        |
| 50 |              | Thiago Bessa                     | PSOL Fed. PSOL REDE | - Professor |                  |                  | Cristina Oliveira           | PSOL Fed. PSOL REDE      | - Ativista social | Sem coligação | 25 segundos                | [ 18 ] [ 19 ] |

↑1 Apesar do PV compor a FE BRASIL, o partido resolveu apoiar a candidatura de Antônio Leocádio (MDB).

#### Desistências
- Caio Ayres (PDT): Chegou de fato a lançar uma pré-candidatura ao cargo de prefeito, mas o líder do partido em Ananindeua optou por lançar a candidatura de Nilse Pinheiro.[20]

#### Canceladas
- Neil Duarte (PL): Embora tenha se declarado pré-candidato, sua candidatura foi descartada por líderes do PL a qual optaram por apoiar a reeleição de Daniel Santos (PSB).[21]

## Candidatos à vereança
A regra eleitoral permite que um Partido ou Federação indique uma chapa que contenha, no máximo, 100% das vagas em disputa mais 1. No caso de Ananindeua, o número máximo de candidaturas é de 26.
A tabela a seguir apresenta o número de candidaturas em cada Partido e Federação, estando agrupados a partir de coligações na disputa do poder executivo. Lembre-se que a coligação em eleições proporcionais não existe mais no Brasil, sendo demonstrada a coligação majoritária apenas a título de visualização agrupada.
| Coligação ao executivo                                     | Partido ou federação | Partido ou federação | Candidatos     | Candidatos     | Candidatos     | Candidatos |
| ---------------------------------------------------------- | -------------------- | -------------------- | -------------- | -------------- | -------------- | ---------- |
| Ananindeua do povo, pra mudança continuar (187 candidatos) |                      |                      |                |                |                |            |
|                                                            | PSB                  | 26                   | 26             | 26             | 26             |            |
|                                                            | PSDB-Cidadania       | 26                   |                | PSDB           | 20             |            |
|                                                            | PSDB-Cidadania       | 26                   | Cidadania      | 6              |                |            |
|                                                            | Republicanos         | 26                   | 26             | 26             | 26             |            |
|                                                            | PL                   | 26                   | 26             | 26             | 26             |            |
|                                                            | PODE                 | 26                   | 26             | 26             | 26             |            |
|                                                            | DC                   | 26                   | 26             | 26             | 26             |            |
|                                                            | Solidariedade        | 21                   | 21             | 21             | 21             |            |
|                                                            | PRTB                 | 10                   | 10             | 10             | 10             |            |
| Ananindeua merece mais (74 candidatos)                     |                      |                      |                |                |                |            |
|                                                            | MDB                  | 26                   | 26             | 26             | 26             |            |
|                                                            | PP                   | 26                   | 26             | 26             | 26             |            |
|                                                            | PSD                  | 22                   | 22             | 22             | 22             |            |
| Ananindeua pode e merece muito mais (26 candidatos)        |                      |                      |                |                |                |            |
|                                                            | FE BRASIL            | 26                   |                | PT             | 8              |            |
|                                                            | FE BRASIL            | 26                   | PCdoB          | 2              |                |            |
|                                                            | FE BRASIL            | 26                   | PV             | 16             |                |            |
|                                                            | PRD                  | Sem candidatos       | Sem candidatos | Sem candidatos | Sem candidatos |            |
| União pra cuidar de Ananindeua (49 candidatos)             |                      |                      |                |                |                |            |
|                                                            | PDT                  | 23                   | 23             | 23             | 23             |            |
|                                                            | Avante               | 26                   | 26             | 26             | 26             |            |
| Partidos e federações não coligadas (54 candidatos)        |                      |                      |                |                |                |            |
|                                                            | UNIÃO                | 26                   | 26             | 26             | 26             |            |
|                                                            | NOVO                 | 16                   | 16             | 16             | 16             |            |
|                                                            | PSOL-REDE            | 12                   |                | PSOL           | 12             |            |
|                                                            | PSOL-REDE            | 12                   | REDE           | Sem candidatos |                |            |
| Total                                                      | Total                | Total                | 390            | 390            | 390            | 390        |

## Pesquisas eleitorais
As pesquisas buscam analisar como seria o resultado da eleição se ela ocorresse no dia em que os dados dos entrevistados foram coletados, não tendo como objetivo pela porcentagem de confiança, prever o resultado final da eleição.
| Fonte       | Data(s) conduzidas | Amostragem  | Santos PSB | Antônio MDB | Pinheiro PDT | Sanova PT | Faustino UNIÃO | Bessa PSOL | Outros | Abst. Indec. | Vantagem | Ref. |      |      |      |   |   |       |        |
| ----------- | ------------------ | ----------- | --- | --- | --- | --- | --- | --- | --- | --- | --- | --- | ---- | ---- | ---- | - | - | ----- | ------ |
| Fonte       | Data(s) conduzidas | Amostragem  | Doxa | 30/Set-4/Out/2024 | 600 | 82.9% | 10% | 1.4% | Outros | Abst. Indec. | Vantagem | Ref. | 4.3% | 1.2% | 0.2% | – | – | 72.9% | [ 24 ] |
| 69.5%       | 8.4%               | 1.2%        | Doxa | 30/Set-4/Out/2024 | 600 | 3.6% | 1% | 0.2% | – | 11.9% | 61.1% | |      |      |      |   |   |       | [ 24 ] |
| Doxa        | 19-23/Set/2024     | 600         | 87% | 6% | 2% | 4% | 0% | 0% | – | – | 81% | [ 25 ] |      |      |      |   |   |       |        |
| Doxa        | 19-23/Set/2024     | 600         | 70.5% | 5% | 1.5% | 3% | 0.3% | 0.3% | – | 19.3% | 65.5% | [ 25 ] |      |      |      |   |   |       |        |
| Doxa        | 19-23/Set/2024     | 600         | 64.1% | 4.1% | 1% | 2.6% | 0.3% | 0.2% | – | 27.6% | 60% | [ 25 ] |      |      |      |   |   |       |        |
| Doxa        | 28-31/Ago/2024     | 600         | 87% | 5.7% | 2.8% | 3.7% | 0.4% | 0.4% | – | – | 81.3% | [ 26 ] |      |      |      |   |   |       |        |
| Doxa        | 28-31/Ago/2024     | 600         | 71.1% | 4.7% | 2.3% | 3% | 0.3% | 0.3% | – | 18.3% | 66.4% | [ 26 ] |      |      |      |   |   |       |        |
| Doxa        | 28-31/Ago/2024     | 600         | 57.5% | 3.2% | 1.2% | 2.2% | 0.2% | 0.2% | – | 35.8% | 54.3% | [ 26 ] |      |      |      |   |   |       |        |
| Amazzo Data | 13-15/Ago/2024     | 402         | 66.7% | 7.2% | 6.2% | 6.5% | 5.7% | 0% | – | 7.7% | 59.5% | [ 27 ] |      |      |      |   |   |       |        |
| Amazzo Data | 13-15/Ago/2024     | 402         | 59.7% | 3.2% | 3.5% | 2.7% | 2.7% | 0% | – | 28.1% | 56.2% | [ 27 ] |      |      |      |   |   |       |        |
| 20/Jul/2024 | 20/Jul/2024        | 20/Jul/2024 | Na convenção partidária do PSB, foi confirmada a chapa "Ananindeua do povo, pra mudança continuar" e o seu candidato à Prefeitura, Daniel Santos. | Na convenção partidária do PSB, foi confirmada a chapa "Ananindeua do povo, pra mudança continuar" e o seu candidato à Prefeitura, Daniel Santos. | Na convenção partidária do PSB, foi confirmada a chapa "Ananindeua do povo, pra mudança continuar" e o seu candidato à Prefeitura, Daniel Santos. | Na convenção partidária do PSB, foi confirmada a chapa "Ananindeua do povo, pra mudança continuar" e o seu candidato à Prefeitura, Daniel Santos. | Na convenção partidária do PSB, foi confirmada a chapa "Ananindeua do povo, pra mudança continuar" e o seu candidato à Prefeitura, Daniel Santos. | Na convenção partidária do PSB, foi confirmada a chapa "Ananindeua do povo, pra mudança continuar" e o seu candidato à Prefeitura, Daniel Santos. | Na convenção partidária do PSB, foi confirmada a chapa "Ananindeua do povo, pra mudança continuar" e o seu candidato à Prefeitura, Daniel Santos. | Na convenção partidária do PSB, foi confirmada a chapa "Ananindeua do povo, pra mudança continuar" e o seu candidato à Prefeitura, Daniel Santos. | Na convenção partidária do PSB, foi confirmada a chapa "Ananindeua do povo, pra mudança continuar" e o seu candidato à Prefeitura, Daniel Santos. | Na convenção partidária do PSB, foi confirmada a chapa "Ananindeua do povo, pra mudança continuar" e o seu candidato à Prefeitura, Daniel Santos. |      |      |      |   |   |       |        |
| 09/Jul/2024 | 09/Jul/2024        | 09/Jul/2024 | O Partido Democrático Trabalhista (PDT) decide oficializar o nome de Nilse Pinheiro como pré-candidata à Prefeitura.                              | O Partido Democrático Trabalhista (PDT) decide oficializar o nome de Nilse Pinheiro como pré-candidata à Prefeitura.                              | O Partido Democrático Trabalhista (PDT) decide oficializar o nome de Nilse Pinheiro como pré-candidata à Prefeitura.                              | O Partido Democrático Trabalhista (PDT) decide oficializar o nome de Nilse Pinheiro como pré-candidata à Prefeitura.                              | O Partido Democrático Trabalhista (PDT) decide oficializar o nome de Nilse Pinheiro como pré-candidata à Prefeitura.                              | O Partido Democrático Trabalhista (PDT) decide oficializar o nome de Nilse Pinheiro como pré-candidata à Prefeitura.                              | O Partido Democrático Trabalhista (PDT) decide oficializar o nome de Nilse Pinheiro como pré-candidata à Prefeitura.                              | O Partido Democrático Trabalhista (PDT) decide oficializar o nome de Nilse Pinheiro como pré-candidata à Prefeitura.                              | O Partido Democrático Trabalhista (PDT) decide oficializar o nome de Nilse Pinheiro como pré-candidata à Prefeitura.                              | O Partido Democrático Trabalhista (PDT) decide oficializar o nome de Nilse Pinheiro como pré-candidata à Prefeitura.                              |      |      |      |   |   |       |        |
| 07/Jul/2024 | 07/Jul/2024        | 07/Jul/2024 | O Partido Socialismo e Liberdade (PSOL) decide oficializar o nome de Thiago Bessa como pré-candidato à Prefeitura.                                | O Partido Socialismo e Liberdade (PSOL) decide oficializar o nome de Thiago Bessa como pré-candidato à Prefeitura.                                | O Partido Socialismo e Liberdade (PSOL) decide oficializar o nome de Thiago Bessa como pré-candidato à Prefeitura.                                | O Partido Socialismo e Liberdade (PSOL) decide oficializar o nome de Thiago Bessa como pré-candidato à Prefeitura.                                | O Partido Socialismo e Liberdade (PSOL) decide oficializar o nome de Thiago Bessa como pré-candidato à Prefeitura.                                | O Partido Socialismo e Liberdade (PSOL) decide oficializar o nome de Thiago Bessa como pré-candidato à Prefeitura.                                | O Partido Socialismo e Liberdade (PSOL) decide oficializar o nome de Thiago Bessa como pré-candidato à Prefeitura.                                | O Partido Socialismo e Liberdade (PSOL) decide oficializar o nome de Thiago Bessa como pré-candidato à Prefeitura.                                | O Partido Socialismo e Liberdade (PSOL) decide oficializar o nome de Thiago Bessa como pré-candidato à Prefeitura.                                | O Partido Socialismo e Liberdade (PSOL) decide oficializar o nome de Thiago Bessa como pré-candidato à Prefeitura.                                |      |      |      |   |   |       |        |
| Doxa        | 20-23/Jun/2024     | 600         | 77.8% | 3% | 1% | 2% | 1.5% | – | 0.8% | 13.9% | 74.8% | [ 31 ] |      |      |      |   |   |       |        |
| Mentor      | 06-13/Jun/2024     | 625         | 69.6% | 1.4% | 5.1% | 5.3% | 0.8% | | 4.1% | 13.4% | 64.3% | [ 32 ] |      |      |      |   |   |       |        |
| Mentor      | 06-13/Jun/2024     | 625         | 73.12% | 1.76% | 5.44% | 7.2% | 1.76% | – | 1.9% | 12.48% | 65.92% | [ 32 ] |      |      |      |   |   |       |        |
| Doxa        | 20-22/Mai/2024     | 600         | 80.1% | 2.3% | 1.3% | 1.2% | 1.5% | – | 1.5% | 12.2% | 77.8% | [ 33 ] |      |      |      |   |   |       |        |
| 05/Abr/2024 | 05/Abr/2024        | 05/Abr/2024 | Daniel Santos deixa o Movimento Democrático Brasileiro (MDB) e anuncia filiação ao Partido Socialista Brasileiro (PSB).                           | Daniel Santos deixa o Movimento Democrático Brasileiro (MDB) e anuncia filiação ao Partido Socialista Brasileiro (PSB).                           | Daniel Santos deixa o Movimento Democrático Brasileiro (MDB) e anuncia filiação ao Partido Socialista Brasileiro (PSB).                           | Daniel Santos deixa o Movimento Democrático Brasileiro (MDB) e anuncia filiação ao Partido Socialista Brasileiro (PSB).                           | Daniel Santos deixa o Movimento Democrático Brasileiro (MDB) e anuncia filiação ao Partido Socialista Brasileiro (PSB).                           | Daniel Santos deixa o Movimento Democrático Brasileiro (MDB) e anuncia filiação ao Partido Socialista Brasileiro (PSB).                           | Daniel Santos deixa o Movimento Democrático Brasileiro (MDB) e anuncia filiação ao Partido Socialista Brasileiro (PSB).                           | Daniel Santos deixa o Movimento Democrático Brasileiro (MDB) e anuncia filiação ao Partido Socialista Brasileiro (PSB).                           | Daniel Santos deixa o Movimento Democrático Brasileiro (MDB) e anuncia filiação ao Partido Socialista Brasileiro (PSB).                           | Daniel Santos deixa o Movimento Democrático Brasileiro (MDB) e anuncia filiação ao Partido Socialista Brasileiro (PSB).                           |      |      |      |   |   |       |        |
| 06/Mar/2024 | 06/Mar/2024        | 06/Mar/2024 | O Partido Democrático Trabalhista (PDT) decide lançar inicialmente o nome de Caio Ayres como pré-candidato à Prefeitura.                          | O Partido Democrático Trabalhista (PDT) decide lançar inicialmente o nome de Caio Ayres como pré-candidato à Prefeitura.                          | O Partido Democrático Trabalhista (PDT) decide lançar inicialmente o nome de Caio Ayres como pré-candidato à Prefeitura.                          | O Partido Democrático Trabalhista (PDT) decide lançar inicialmente o nome de Caio Ayres como pré-candidato à Prefeitura.                          | O Partido Democrático Trabalhista (PDT) decide lançar inicialmente o nome de Caio Ayres como pré-candidato à Prefeitura.                          | O Partido Democrático Trabalhista (PDT) decide lançar inicialmente o nome de Caio Ayres como pré-candidato à Prefeitura.                          | O Partido Democrático Trabalhista (PDT) decide lançar inicialmente o nome de Caio Ayres como pré-candidato à Prefeitura.                          | O Partido Democrático Trabalhista (PDT) decide lançar inicialmente o nome de Caio Ayres como pré-candidato à Prefeitura.                          | O Partido Democrático Trabalhista (PDT) decide lançar inicialmente o nome de Caio Ayres como pré-candidato à Prefeitura.                          | O Partido Democrático Trabalhista (PDT) decide lançar inicialmente o nome de Caio Ayres como pré-candidato à Prefeitura.                          |      |      |      |   |   |       |        |
| Fonte       | Data(s) conduzidas | Amostragem  | Santos MDB | Pinheiro PDT | Sanova PT | Faustino UNIÃO | Antônio MDB | Bessa PSOL | Outros | Abst. Indec. | Vantagem | Ref. |      |      |      |   |   |       |        |
| Fonte       | Data(s) conduzidas | Amostragem  | | | | | | | Outros | Abst. Indec. | Vantagem | Ref. |      |      |      |   |   |       |        |
| Doxa        | 1-3/Mar/2024       | 400         | 81.6% | 3% | 2.5% | 0.5% | – | – | – | 12.4% | 78.6% | [ 35 ] |      |      |      |   |   |       |        |

## Resultados

### Prefeito
| Candidato(a)                                             | Candidato(a)                                             | Vice                                                     | 1º turno 6 de outubro | 1º turno 6 de outubro |         |         |
| Candidato(a)                                             | Candidato(a)                                             | Vice                                                     | Votação               | Votação               | Votação | Votação |
| Candidato(a)                                             | Candidato(a)                                             | Vice                                                     | Total                 | Percentagem           |         |         |
| -------------------------------------------------------- | -------------------------------------------------------- | -------------------------------------------------------- | --------------------- | --------------------- | ------- | ------- |
|                                                          | Daniel Santos (PSB)                                      | Hugo Athayde (PSDB)                                      | 229.930               | 83,48%                |         |         |
|                                                          | Antônio Leocádio (MDB)                                   | Maria Eunice (PP)                                        | 23.091                | 8,38%                 |         |         |
|                                                          | Miro Sanova (PT)                                         | Lidianny Campos (PRD)                                    | 11.783                | 4,28%                 |         |         |
|                                                          | Nilse Pinheiro (PDT)                                     | Castorina Cunha (Avante)                                 | 5.810                 | 2,11%                 |         |         |
|                                                          | Eliel Faustino (UNIÃO)                                   | Alessandra dos Santos (UNIÃO)                            | 3.413                 | 1,24%                 |         |         |
|                                                          | Thiago Bessa (PSOL)                                      | Cristina Oliveira (PSOL)                                 | 1.402                 | 0,51%                 |         |         |
| → Total de votos válidos                                 | → Total de votos válidos                                 | → Total de votos válidos                                 | 275.429               | 95,05%                |         |         |
| → Votos em branco                                        | → Votos em branco                                        | → Votos em branco                                        | 5.424                 | 1,87%                 |         |         |
| → Votos nulos                                            | → Votos nulos                                            | → Votos nulos                                            | 8.915                 | 3,08%                 |         |         |
| Total                                                    | Total                                                    | Total                                                    | 289.768               | 81,05%                |         |         |
| Abstenções                                               | Abstenções                                               | Abstenções                                               | 67.732                | 18,95%                |         |         |
| Total de inscritos                                       | Total de inscritos                                       | Total de inscritos                                       | 357.989               | 100%                  |         |         |
| Relação da população municipal ao total de votos válidos | Relação da população municipal ao total de votos válidos | Relação da população municipal ao total de votos válidos | 507.838               | ~54,24%               |         |         |
| Relação da população municipal ao total de inscritos     | Relação da população municipal ao total de inscritos     | Relação da população municipal ao total de inscritos     | 507.838               | ~70,49%               |         |         |

| Partido | Partido | Candidato | Votos   | Votos (%) |
| ------- | ------- | --------- | ------- | --------- |
|         | PSB     | Daniel    | 229 930 | 83,48%    |
|         | MDB     | Antônio   | 23 091  | 8,38%     |
|         | PT      | Miro      | 11 783  | 4,28%     |
|         | PDT     | Nilse     | 5 810   | 2,11%     |
|         | UNIÃO   | Eliel     | 3 413   | 1,24%     |
|         | PSOL    | Thiago    | 1 402   | 0,51%     |
| Totais  | Totais  | Totais    | 275 429 |           |
| Fonte:  |         |           |         |           |

### Composição Câmara Municipal

#### Vereadores Eleitos
MDB: 4
  PSB: 4
  PSDB: 4
  DC: 3
  Republicanos: 3
  PODE: 3
  PL: 1
  PP: 1
  PDT: 1
  PV: 1

| Vereadores          | Partido      | Votação | Percentual | Cidade onde nasceu | Unidade federativa |
| Fabricio Miranda    | DC           | 6.764   | 2,46%      | Belém              | Pará               |
| Monique do Chicão   | MDB          | 6.314   | 2,29%      | Belém              | Pará               |
| Nathalia Begot      | DC           | 6.248   | 2,27%      | Ananindeua         | Pará               |
| Diego Alves         | PSDB         | 5.838   | 2,12%      | Belém              | Pará               |
| Muca                | PSB          | 5.429   | 1,97%      | Belém              | Pará               |
| Alexandre Silva     | PDT          | 5.067   | 1,84%      | Belém              | Pará               |
| Douglas Marcos      | PODE         | 4.978   | 1,81%      | Augusto Corrêa     | Pará               |
| Francy Pará         | PODE         | 4.976   | 1,81%      | Gonçalves Dias     | Maranhão           |
| Aurelio Rodrigues   | Republicanos | 4.875   | 1,77%      | Rio de Janeiro     | Rio de Janeiro     |
| Vanderray Lima      | PSDB         | 4.694   | 1,70%      | Tucuruí            | Pará               |
| Breno Mesquita      | DC           | 4.670   | 1,70%      | Belém              | Pará               |
| Alexandre Gomes     | PSB          | 4.407   | 1,60%      | São Paulo          | São Paulo          |
| Dr Flávio Nobre     | MDB          | 4.397   | 1,60%      | Abaetetuba         | Pará               |
| Pastora Ray Tavares | MDB          | 4.214   | 1,53%      | Curuçá             | Pará               |
| Elton Nunes         | PSDB         | 4.011   | 1,46%      | Belém              | Pará               |
| Pamela Wayne        | MDB          | 3.964   | 1,44%      | Belém              | Pará               |
| Braga               | PSB          | 3.669   | 1,33%      | Peixe-Boi          | Pará               |
| Fernando Gato       | Republicanos | 3.657   | 1,33%      | Belém              | Pará               |
| Geisi Fenix         | Republicanos | 3.608   | 1,31%      | Belém              | Pará               |
| Ivelane             | PSB          | 3.545   | 1,29%      | Ourém              | Pará               |
| Nice Ruffeil        | PSDB         | 3.315   | 1,20%      | Belém              | Pará               |
| Marco Baldez        | PP           | 3.112   | 1,13%      | Ananindeua         | Pará               |
| Dedê                | PL           | 2.678   | 0,97%      | Belém              | Pará               |
| Felix Júnior        | PODE         | 2.663   | 0,97%      | Belém              | Pará               |
| Neto D'Ippolito     | PV           | 1.540   | 0,56%      | Belém              | Pará               |